# Eurosibirisches Kulturgrasland

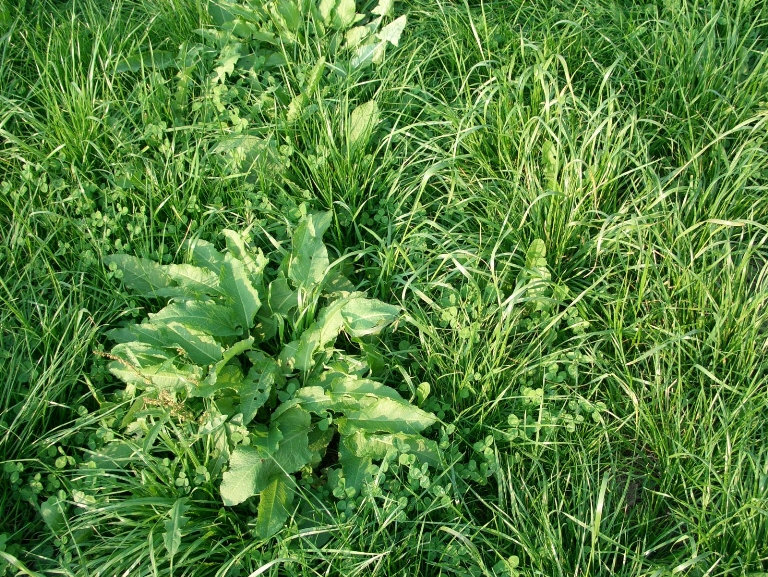
Krautreiches Wirtschaftsgrünland

Das Eurosibirische Kulturgrasland (Molinio-Arrhenatheretea, Tx. 1937 em. Tx. et Prsg. 1951), auch Wirtschaftsgrünland oder europäische Wirtschaftswiesen umfasst von Gräsern und Grasartigen beherrschte, für Futter- oder Streuzwecke landwirtschaftlich genutzte Grünland-Pflanzengesellschaften. In den Pflanzensoziologischen Einheiten nach Oberdorfer als Klasse definiert, sind anthropogene Grünlandgesellschaften nach Molinia caerulea benannter, feuchter und nach Arrhenatherum elatius benannter frischer Bereiche vereinigt, aus deren Kombination sich auch der Name der Klasse ergibt. Die erste Fassung stammt von Tüxen aus dem Jahr 1937, eine erweiterte Gliederung erschien 1951 durch Tüxen und Preising.

## Entstehung und Verbreitung
Vermutlich den Vegetationen der Wälder, den nitrophilen Säumen und den Uferbereichen entstammend, infolge landwirtschaftlicher Kultureinflüsse großflächig verbreitet, liegt der Kern der Eurosibirischen Kulturgrasländer in Mitteleuropa. Nach Ellenberg (1996) ist der Ursprung unserer „Fettwiesen“ in den Hochgebirgen der temperaten Zone Eurasiens zu suchen, wo durch regelmäßige Lawinen ein verholzter Aufwuchs trotz waldfähiger Standorte verhindert und sich Wiesen entwickeln konnten. Pflanzensoziologisch handelt es sich bei Molinio-Arrhenatheretea um eine charakteristische Klasse des eurosibirischen Teils der kühlgemäßigten (nemoralen) Zone mit weitem Ozeanitäts- (atlantisch bis kontinental) und Höhengradienten (planar bis alpin). Bei Aussetzung der Nutzung bzw. des entholzenden Einflusses ist von der Klimaxgesellschaft Laubwald auszugehen.

## Diagnostische Arten
Ajuga reptans, Alopecurus pratensis, Anthoxanthum odoratum, Briza media, Cardamine pratensis, Centaurea jacea ssp. jacea, Cerastium holosteoides, Colchicum autumnale, Festuca pratensis, Festuca rubra agg., Holcus lanatus, Lathyrus pratensis, Plantago lanceolata, Poa pratensis agg., Poa trivialis, Prunella vulgaris, Ranunculus acris, Ranunculus repens, Rumex acetosa, Stellaria graminea, Taraxacum officinale agg., Trifolium pratense, Trifolium repens, Trollius europaeus, Vicia cracca und andere.

## Systematik

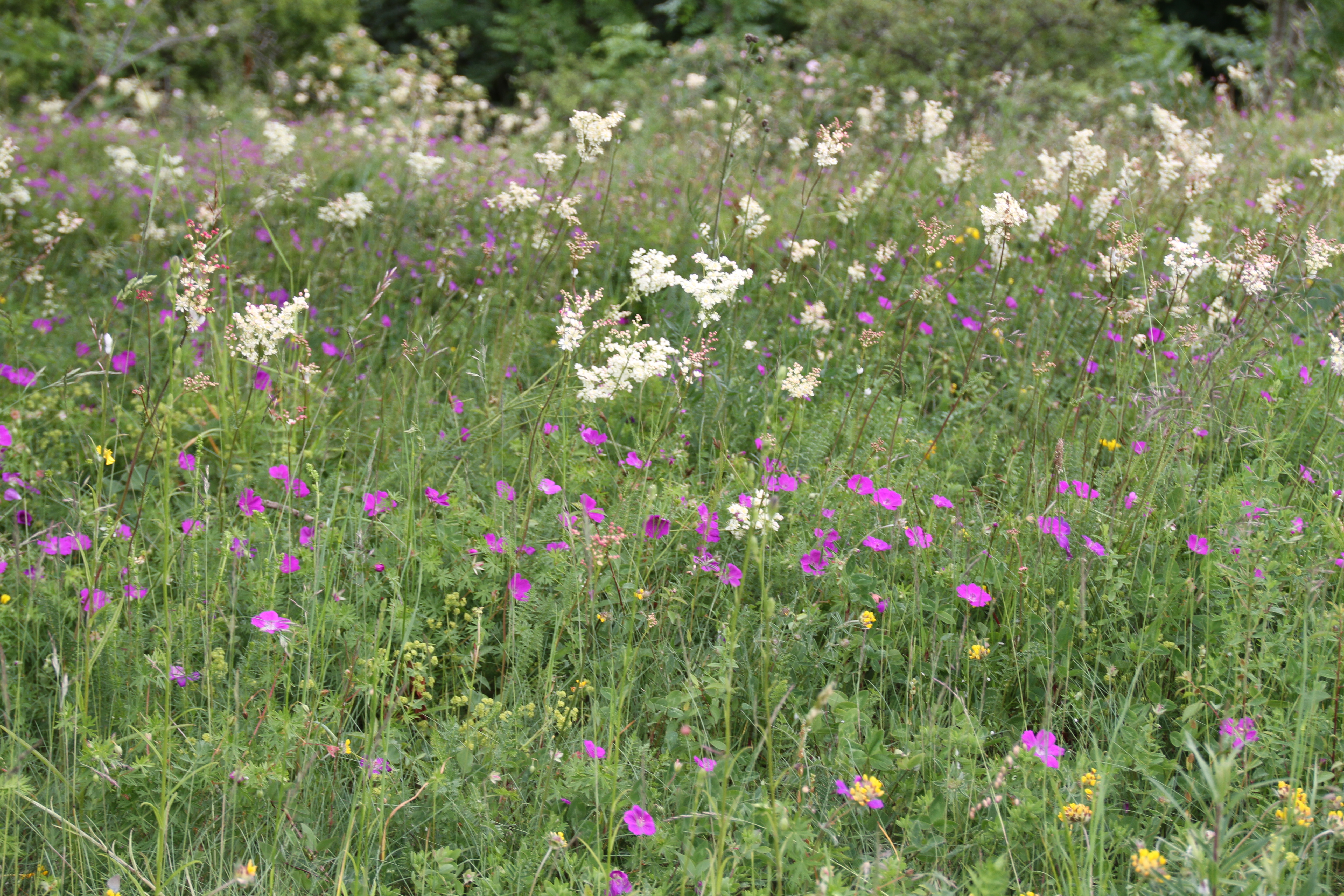
Wiese mit Pflanzengemeinschaften aus der Assoziation Filipendulo-Geranietum palustris, Verband Calthion (nährstoffreiche Feuchtwiesen) in Südnorwegen

Die folgend aufgezählten Ordnungen und Verbände der Klasse Molinio-Arrhenatheretea lassen sich gegebenenfalls nach der Verbandsebene noch in Assoziationen aufgliedern.
- Klasse: Molinio-Arrhenatheretea
  - Ordnung: Molinietalia caeruleae (Feuchtwiesen)
    - Verband: Juncion acutiflori (Waldbinsen-Sümpfe)
    - Verband: Calthion (nährstoffreiche Feuchtwiesen)
    - Verband: Filipendulion (Hochstaudenfluren nasser Standorte)
    - Verband: Molinion caeruleae (Pfeifengraswiesen)
    - Verband: Cnidion dubii (Brenndoldenwiesen, oder Stromtalwiesen)

  - Ordnung: Arrhenatheretalia elatioris (Fettwiesen und -weiden)
    - Verband: Arrhenatherion elatioris (Glatthaferwiesen, in der Schweiz Fromentalwiesen,[5] auch Tal-Fettwiesen)
    - Verband: Polygono-Trisetion (Goldhaferwiesen oder Gebirgs-Fettwiesen)
    - Verband: Cynosurion (Fettwiesen)
    - Verband: Poion alpinae (alpine Milchkrautweiden)

Die Aufteilung der Arrhenatheretalia in die Unterordnungen Trisetenalia flavescentis (mit Arrhenatherion und Polygono-Trisetion) für die gemähten sowie Trifolienalia (mit Cynosurion und Poion alpinae) für die beweideten Bestände, die Oberdorfer in der Pflanzensoziologischen Exkursionsflora (1990) vorgeschlagen hat, hat sich nicht durchgesetzt und wird heute nicht mehr verwendet. Andere Autoren präferierten für die Fettweiden sogar eine eigenständige Ordnung Trifolio-Cynosuretalia.